# 山本正幸
山本 正幸（やまもと まさゆき、1947年 - ）は、日本の生物学者。東京大学名誉教授。元基礎生物学研究所長。分子生物学、細胞生物学を専門分野とする。

## 経歴
兵庫県加古川市出身。灘中学校1年生のとき父親の転勤で東京都へ引っ越し、開成中学校に編入学。当時、サメの解剖実習などの授業を通して、生物の生きる仕組みに興味を持つようになる。また中学時代、クラシック音楽を聞くためにテレビの公開収録に通った。
東京大学理科一類に進学。理学部生物化学科専攻に進路を決めた3年生の時（1968年）は大学闘争の真っ只中であり、集会に出向き議論に明け暮れたという。しかし1969年1月の東大安田講堂事件の直前、転機が訪れる。父を病気で亡くし、学生運動から身を引きこととなり、一番下の弟と自宅に近所の子どもを集めて勉強を教える仕事を始めた。大阪大学にいた上の弟は大阪市中央卸売市場のこんにゃく屋で早朝アルバイトを始めた。兄弟3人で頑張るうち大学院に進む見通しが立ち、1975年3月、東京大学大学院理学系研究科修士課程修了。ウィスコンシン大学酵素学研究所に留学し、野村眞康の薫陶を受けた。
1979年、京都大学理学部教授の柳田充弘の助手として採用される。1985年、東京大学医科学研究所遺伝子解析施設の助教授に就任。1989年、東京大学理学部教授に就任。1993年、改組により同大学大学院理学系研究科教授に就任。1992年から1998年まで岡崎国立共同研究機構（現・自然科学研究機構）の基礎生物学研究所の客員教授を務めた。1997年、同大学遺伝子実験施設長に就任。
2008年10月1日から2011年9月30日まで日本学術会議の幹事を務めた。2011年、かずさDNA研究所長に就任。2012年、東京大学を定年退任。
2013年10月1日、基礎生物学研究所長に就任した。
2016年1月、「減数分裂にかかわる分子機構の解明」が評価され、朝日賞を受賞。
2019年3月31日付で基礎生物学研究所長を退任。後任は学習院大学教授の阿形清和。